# فضيحة الاعتداء الجنسي الكاثوليكية في أبرشية ميامي
فضيحة الاعتداء الجنسي الكاثوليكية في أبرشية ميامي
أن فضيحة الاعتداء الجنسي في أبرشية ميامي هي جزء من القضايا المتعلقة بالفضائح الجنسية الكاثوليكية في الولايات المتحدة وأيرلندا وهي من ألأهمية ألكبيرة جدا بالمقارنة مع الفضائح الأخرى لكون أبرشية الروم الكاثوليك في ميامي هي من أكبر المجهزين غير الحكوميين للخدمات الاجتماعية وتدير أكبر المدارس غير الحكومية وتدير أيضًا أنظمة مستشفيات في جنوب فلوريدا.</ref>

## المبالغ المالية والمعتدين
أنفقت أبرشية ميامي منذ عام 1966 مبالغ طائلة، فقد دفعت أبرشية ميامي إلى برامج التأمين 26.1 مليون دولار من أجل التسوية أو كفدية، بالإضافة إلى تقديم المشورات القانونية وتكاليف مرتبطة بمزاعم الاعتداءات الجنسية الذي أدلى به القصر التي تنطوي على غير رجال الدين والعاملين والمتطوعين، وألأخوات والاخوة الدينية القساوسة. في السنوات الخمسين الماضية، عملت ما مجموعه 4433 من الكهنة في أبرشية ميامي. واتهم 49 منهم بنوع من أنواع الاعتداء الجنسي، لكن ليس جميع الحالات مع القصر.